# Пролетарский (Даниловичский сельсовет)
Пролетарский (бел. Пралетарскі) — посёлок в Даниловичском сельсовете Ветковского района Гомельской области Белоруссии.
На юге и востоке торфяной заказник.

## География

### Расположение
В 20 км на северо-запад от Ветки, 11 км от железнодорожной станции Костюковка (на линии Жлобин — Гомель), 24 км от Гомеля.

## Транспортная сеть
Транспортные связи по просёлочной, затем автомобильной дороге Даниловичи — Ветка. Планировка состоит из короткой улицы, застроенной деревянными домами усадебного типа.

## История
Основан в начале 1920-х годов переселенцами из соседних деревень на бывших помещичьих землях. В 1926 году в Светиловичском районе Гомельского округа. В 1930 году жители вступили в колхоз. 11 жителей погибли на фронтах Великой Отечественной войны. В 1959 году 117 жителей. В составе колхоза «Заря» (центр — деревня Пыхань).

## Население

### Численность
- 2004 год — 13 хозяйств, 19 жителей.

### Динамика
- 1926 год — 21 двор, 123 жителя.
- 1940 год — дворов, жителей.
- 1959 год — жителей (согласно переписи).
- 2004 год — 13 хозяйств, 19 жителей.